# Come Thru
Come Thru è un singolo dei cantanti statunitensi Summer Walker e Usher, pubblicato il 14 gennaio 2020 come terzo estratto dall'album in studio di debutto di Walker Over It.

## Classifiche
| Classifica (2019) | Posizione massima |
| ----------------- | ----------------- |
| Canada            | 65                |
| Regno Unito       | 42                |
| Stati Uniti       | 42                |